# International GT Open
| International GT Open    | International GT Open               |
| ------------------------ | ----------------------------------- |
| Kategoria                | Wyścigi samochodowe                 |
| Region                   | Międzynarodowe                      |
| Pierwszy sezon           | 2006                                |
| Opony                    | Dunlop                              |
| Ostatni mistrz kierowców | Roman Mawłanow Daniel Zampieri      |
| Ostatni mistrz zespołów  | V8 Racing (Super GT) AF Corse (GTS) |

International GT Open – seria wyścigowa samochodów GT organizowana od 2006 roku przez Spanish GT Sport Organización. Wyścigi odbywają się wspólnie z wyścigami Spanish GT Championship, obowiązuje ten sam regulamin, jednak seria ta ma zasięg międzynarodowy.

## Mistrzowie

### Kierowcy
| Sezon | Generalna                            | GTA                                  | GTS                                  | GTB                                  |
| ----- | ------------------------------------ | ------------------------------------ | ------------------------------------ | ------------------------------------ |
| 2006  | Michele Bartyan                      | Michele Bartyan                      | Stefano Zonca Andrea Belicchi        | Fabrizio Gini                        |
| 2007  | Richard Lietz Joël Camathias         | Andrea Montermini Michele Maceratesi | Riccardo Romagnoli                   | Gianni Giudici                       |
| 2008  | Andrea Montermini Michele Maceratesi | Andrea Montermini Michele Maceratesi | Marco Cioci Andrea Pellizzato        | nie przyznawano                      |
|       | Generalna                            | Super GT                             | GTS                                  | GTS                                  |
| 2009  | Joël Camathias Marcel Fässler        | Joël Camathias Marcel Fässler        | Philipp Peter Michał Broniszewski    | Philipp Peter Michał Broniszewski    |
| 2010  | Álvaro Barba Pierre Kaffer           | Álvaro Barba Pierre Kaffer           | Marco Frezza                         | Marco Frezza                         |
| 2011  | Soheil Ayari                         | Soheil Ayari                         | Lorenzo Bontempelli Stefano Gattuso  | Lorenzo Bontempelli Stefano Gattuso  |
| 2012  | Federico Leo Gianmaria Bruni         | Federico Leo Gianmaria Bruni         | Daniel Zampieri Michael Dalle Stelle | Daniel Zampieri Michael Dalle Stelle |
| 2013  | Andrea Montermini                    | Andrea Montermini                    | Giorgio Pantano                      | Giorgio Pantano                      |
| 2014  | Roman Mawłanow Daniel Zampieri       | Roman Mawłanow Daniel Zampieri       | Giorgio Roda                         | Giorgio Roda                         |

### Zespoły
| Sezon | Puchar Zespołów            | Puchar Zespołów            |
| ----- | -------------------------- | -------------------------- |
| 2007  | Scuderia Playteam SaraFree | Scuderia Playteam SaraFree |
| 2008  | Scuderia Playteam SaraFree | Scuderia Playteam SaraFree |
|       | Super GT                   | GTS                        |
| 2009  | Autorlando Sport           | Villois Racing             |
| 2010  | AF Corse                   | Kessel Racing              |
| 2011  | JMB Racing                 | Kessel Racing              |
| 2012  | AF Corse                   | Kessel Racing              |
| 2013  | V8 Racing                  | Bhai Tech Racing           |
| 2014  | V8 Racing                  | AF Corse                   |